# レッドボット
レッドボット（Redbad, 生年不詳 - 719年) は、フリースラント王（680年頃 - 719年）。ラッドボッド、レッドバッドとも表記する。フリースラント・フランク戦争の中で、フランク王国に支配される以前のフリースラントの独立を守った最後の王とされる。716年のケルンの戦いでフランク王国宮宰カール・マルテルを破ったが、その後カール・マルテルが巻き返す中で719年に死去した。

## 王号問題
当時のフリース人が指導者を戴く体制は他の一般的な中世ヨーロッパの王権と異なるため、レッドボットらフリース人の指導者の称号は文献によって異なる。フランク人の文献では「公（dux）」、その他では「王（Rex）」と呼ばれている。これは異教文化の中にあったフリース人と、キリスト教化していたフランク人の王権に対する考えの違いととらえることもできる。

## 治世

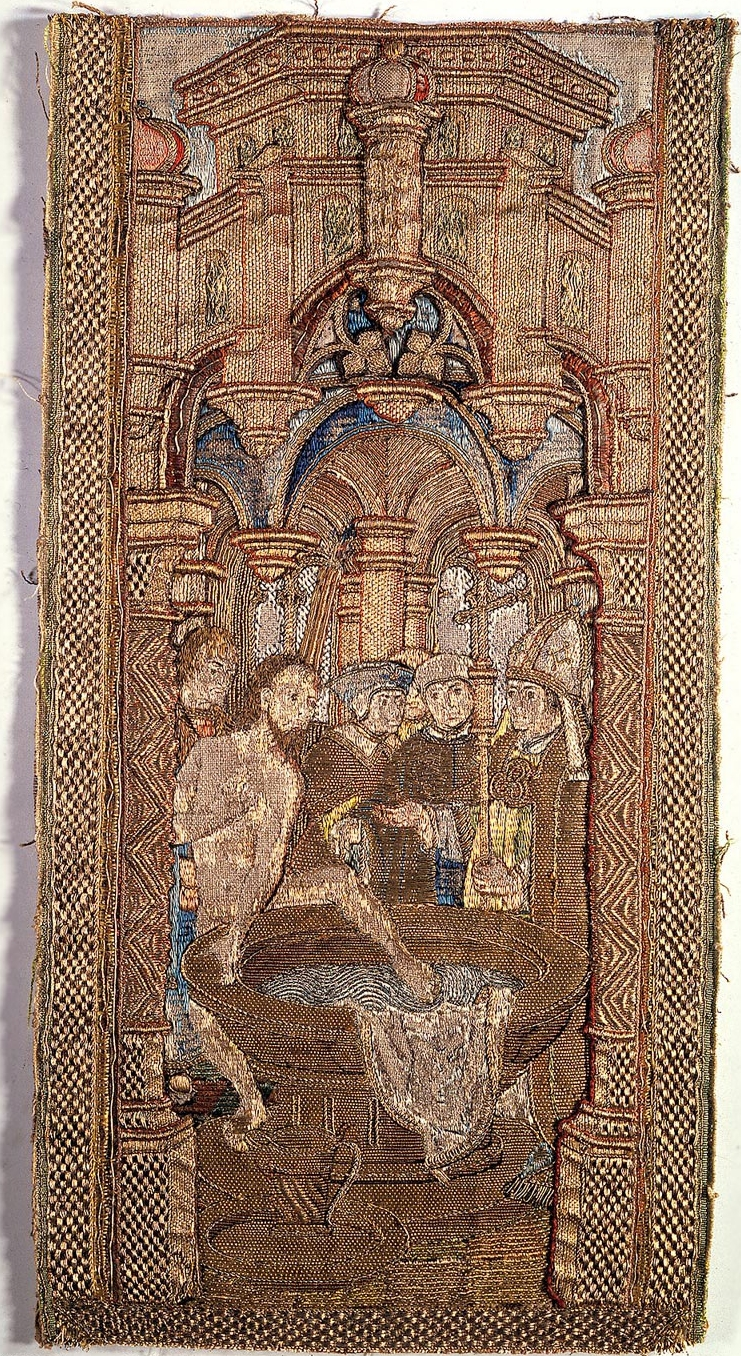
洗礼を受ける直前で拒否するレッドボットを描いた刺繍。なおこの刺繍内ではウルフラムの名がウィリブロルドに置き換えられている。カタラインコンベント博物館、ユトレヒト

前王のアルドギスルがキリスト教を受け入れたのに対し、レッドボットは異教を復活してキリスト教を弾圧し、フリース人をメロヴィング朝フランク王国の支配から解放した。しかし689年、ドレスタットの戦いで宮宰ピピン2世に敗れ、スヘルデ川からフリー海峡までの西フリースラントを割譲した。
690年から692年までの間に、フリースラントの中心地だったユトレヒトがピピン2世の手に落ちた。これにより、ライン川から北海に至る重要な交易路がフランク人のものとなった。この後レッドボットは敗北を続け、697年にヘルゴランド島もしくは東方の現在フリースラントと呼ばれる地域に撤退した。
このころウィリブロルドによってフリースラントにキリスト教の教区が設けられ、711年には彼の仲介によってピピン2世の息子グリモアルド2世と、レッドボットの娘テウデシンダが結婚している(p794)。
714年にピピン2世が死去すると、ラッドボットは戦争の主導権を取り返した。ウィリブロルドらキリスト教聖職者は南方へ追放され、さらにかつての敵だったフランク王キルペリク2世・ネウストリア宮宰ラガンフリドと同盟してアウストラシアに侵攻したレッドボットは、716年にピピン2世の後継者の一人カール・マルテルをケルンの戦いで破ったが、直後のアンブレーヴの戦いで敗北し、後にフランク王国への従属を余儀なくされた。
レッドボットは719年に死去した(p90)彼の後継者たちは、フランク人に対する抵抗を続けた。
晩年のレッドボットは、彼が軍勢を編成し始めたという報せが流れるとフランスが恐怖に覆われたといわれるほどに強大な勢力を持っていた(p794)
聖ボニファティウスの2度目のローマ行の間に、前センス大司教ウルフラムがレッドボットの改宗を試みた。レッドボットは洗礼を受ける直前まで行ったが、天国に行っても自分の先祖は誰もいないであろうと聞かされて改宗を取りやめたといわれている。

## 文化的影響

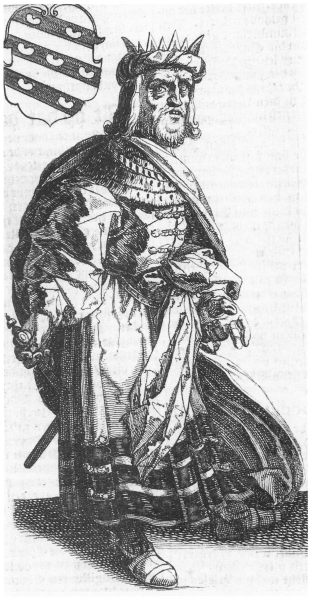
レッドボット（17世紀の絵画）

10世紀初頭のユトレヒト司教ラドバウド・ファン・ユトレヒトはレッドボットの子孫である。彼の名前はナイメーヘンのラドバウド大学につけられている。
リヒャルト・ワーグナーのオペラ『ローエングリン』では、主要人物オルトルートの父として「レッドボット、フリース人の支配者」に言及する。レッドボットは作品の時代設定であるハインリヒ1世の時代より150年以上前に死去しており、実際に彼の娘がこの時代にいたとは考えられないが、オルトルートは異教の神の名を呼ぶ禍々しい人物として描かれており、ここに異教世界としてのフリースラント像を見ることができる。
ハリイ・ハリスンのSF小説『ハンマーと十字架』では、レッドボットはキリスト教の宣教運動と闘う異教教団の創設者として描かれている。
2018年には、オランダでロエル・レイネ監督によりレッドボットを史実に基づいて描く映画『ウォリアー』（原題：REDBAD）が制作された。日本では劇場未公開でDVDスルーされた。